# Zymna Vodá
Zymna Vodá (ucraniano: Зи́мна Вода́; polaco: Zimna Woda) es un municipio rural y pueblo de Ucrania, perteneciente al raión de Leópolis en la óblast de Leópolis.
En 2021, el municipio tenía una población de 19 658 habitantes, de los cuales unos once mil vivían en el pueblo y el resto repartidos en cuatro pedanías. El municipio se creó en la reforma territorial de 2020 mediante la fusión de los consejos rurales de Zymna Vodá, Lapayivka (con la pedanía Jólodnovidka), Sknýliv y Sujovolia. Su territorio pertenecía hasta 2020 al raión de Pustómyty, excepto Sujovolia que pertenecía al raión de Horodok.

## Historia
Se conoce la existencia del pueblo desde 1365, cuando aparece en un documento de Casimiro III de Polonia. Durante los siglos siguientes fue una pequeña aldea en el territorio polaco-lituano. En la partición de 1772 se integró en el Imperio Habsburgo, que estableció aquí una colonia formada por familias de alemanes, procedentes principalmente de Mannheim y Fráncfort del Meno; a lo largo del siglo siguiente, los descendientes de estos alemanes adoptaron la cultura polaca, por lo que el pueblo volvió a estar habitado casi exclusivamente por polacos. En el siglo XX creció notablemente por su cercanía a la capital regional Leópolis, pasando de setecientos a diez mil habitantes a lo largo del siglo. En la RSS de Ucrania fue conocido con el topónimo "Vodiané" (Водяне́), recuperando su topónimo histórico desde 1989.

## Transportes
El pueblo se ubica en la periferia occidental de Leópolis, separado de la ciudad por la carretera de circunvalación E40. Al norte del asentamiento pasa una línea de ferrocarril que lo separa del asentamiento colindante Rudne. Por el sur, el casco urbano del pueblo está delimitado por la salida de la carretera M11, que lleva al oeste hacia Przemyśl. Al suroeste sale de aquí la carretera H13, que lleva a Úzhgorod.